# Snihurivka (huyện)
Huyện Snihurivka (tiếng Ukraina: Снігурівський район, chuyển tự: Snihurivkas’kyi raion) là một huyện của tỉnh Mykolaiv thuộc Ukraina. Huyện Snihurivka có diện tích 1350 km², dân số theo điều tra dân số ngày 5 tháng 12 năm 2001 là 47538 người với mật độ 35 người/km2. Trung tâm huyện nằm ở Snihurivka.